# سیارک ۲۹۱۹۷
سیارک ۲۹۱۹۷ (به انگلیسی: 29197 Gleim، نامگذاری:1991AQ2) بیست و نه هزار و صد و نود و هفتمین سیارک کشف شده‌است که در ۱۵ ژانویه ۱۹۹۱ کشف شد.